# Michiel van Dorsten
Michiel van Dorsten (* 8. August 1986 in Hoogeveen) ist ein niederländischer Volleyball- und Beachvolleyballspieler.

## Karriere
Van Dorsten spielte Hallenvolleyball bei Olhaco Hoogeveen und bei VC Sneek, bevor er 2008 zum Spitzenclub Dynamo Apeldoorn kam. Hier wurde der 2,12 Meter große Mittelblocker und Diagonalspieler 2009 niederländischer Meister und gewann dreimal den Pokal. 2013 musste van Dorsten wegen langjähriger Knieprobleme seine Hallenkarriere beenden. Anschließend startete er eine Beachvolleyball-Karriere und spielte 2013 national mit Jeroen Vismans, auf der FIVB World Tour beim Grand Slam in Den Haag mit Steven van de Velde und bei der WM in Stare Jabłonki mit Tim Oude Elferink, wo er sieglos nach der Vorrunde ausschied. Ende 2013 spielte van Dorsten an der Seite von Daan Spijkers. 2014 spielte er zunächst einige nationale Turniere mit Bo Søderberg, bevor er auf der World Tour an der Seite von Alexander Brouwer mit Platz fünf in Fuzhou und Platz neun in Shanghai seine besten Resultate hatte. Danach war er wieder mit Spijkers und 2015 mit van de Velde unterwegs, mit dem er bei den Europaspielen in Baku und bei der WM in seiner Heimat seine letzten internationalen Auftritte hatte. 2016 spielte van Dorsten mit Sven Vismans und 2017 mit Freek de Weijer noch einige nationale Turniere.